# Atoll Turneffe
L'Atoll Turneffe ou Îles Turneffe sont un groupe de petites îles coralliennes situées dans la mer des Caraïbes, au large des côtes du Belize. Il s'agit de l'un des trois atolls de la barrière de corail du Belize, outre le récif Glover et le récif Lighthouse. Il est situé au sud-est de la caye Ambergris et de la caye Caulker.

## Caractéristiques
Il mesure environ 48 km de long et 16 km de large, ce qui en fait le plus grand atoll corallien du Belize et du Mesoamerican Barrier Reef System (en) (système de la barrière de corail mésoaméricaine). L'atoll a été officiellement déclaré aire marine protégée le 22 novembre 2012 .
En réalité, il s’agit d’un atoll avec une série de plus de 150 îles, cayes et récifs, avec de belles plages de sable blanc et des eaux bleu turquoise, ainsi qu’un lagon central bordé de mangroves de ce groupe de petites îles. Les cocotiers abondent, la pêche et la plongée sont des activités importante
- Caye Mauger (la plus au nord)
- Caye Douglas
- Caye Pélican
- Coco Tree Cay
- Big Cay Bokel (la plus au sud)

## Galerie
|                |
| Atoll Turneffe |

|              |
| Caye Douglas |